# Ethel Scott
Ethel Edburga Clementina Scott, född 22 oktober 1907 i Storlondon i Storbritannien, död 7 mars 1984 i London, var en brittisk friidrottare med löpgrenar som huvudgren. Scott var världsrekordhållare och blev silvermedaljör vid den tredje Damolympiaden 1930 i Prag. Hon var den första kvinnliga färgade idrottaren att representera Storbritannien utomlands och en pionjär inom damidrott.

## Biografi
Ethel Scott föddes i Plaistow i området Newham   i East London som barn till familjen David Emmanuel Scott (av jamaicanskt ursprung) och dennes fru Jane Pilgrim (från Essex). Efter faderns död började Ethel arbeta på arbetsdepartementet (Ministry of Labour) för att bidra till familjens försörjning. I ungdomstiden blev hon intresserad av friidrott där hon tävlade främst i kortdistanslöpning. Scott gick med i departementets idrottsförening Civil Service Athletics Club, senare bytte hon till Middlesex Ladies Athletics Club.
1929 satte hon världsrekord på 10 x 100 meter för klubblag (med Rose Thompson, Muriel Cornell, Elsie Maguire, Eileen Hiscock, Marion King, Daisy Ridgley, Winifred Weldon, G Lewis, Audrey Brown och Ethel Scott) vid tävlingar i Mitcham 14 september.
Samma år deltog Scott vid sina första engelska nationella mästerskapen (Women's Amateur Athletic Association / WAAA championships) där hon tog silverplats i löpning 100 yards vid tävlingen på Stamford Bridge i London.
1930 deltog Scott vid den tredje ordinarie damolympiaden 6–8 september i Prag, under idrottsspelen vann hon silvermedalj i stafettlöpning 4 x 100 meter (med Eileen Hiscock, Scott på andra sträckan, Ivy Walker och Daisy Ridgley). Hon tävlade även i löpning 60 meter där hon blev utslagen under kvaluttagningarna.
1938 deltog Scott vid EM i Wien (de första Europamästerskapen i friidrott där damer tilläts tävla) 17–18 september dock utan att nå medaljplats.
Senare drog hon sig tillbaka från tävlingslivet, hon arbetade som medicinsk sekreterare fram till sin pensionering. Scott avled i Barking i östra London 1984.
2012 upptogs Scott i Oxford Dictionary of National Biography.